# 전 회양 장연리 금동관음보살좌상
전 회양 장연리 금동관음보살좌상(傳 淮陽 長淵里 金銅觀音菩薩坐像)은 대한민국 강원특별자치도 춘천시 국립춘천박물관에 있는 불상이다. 2015년 4월 22일 대한민국의 보물 제1872호로 지정되었다.

## 개요

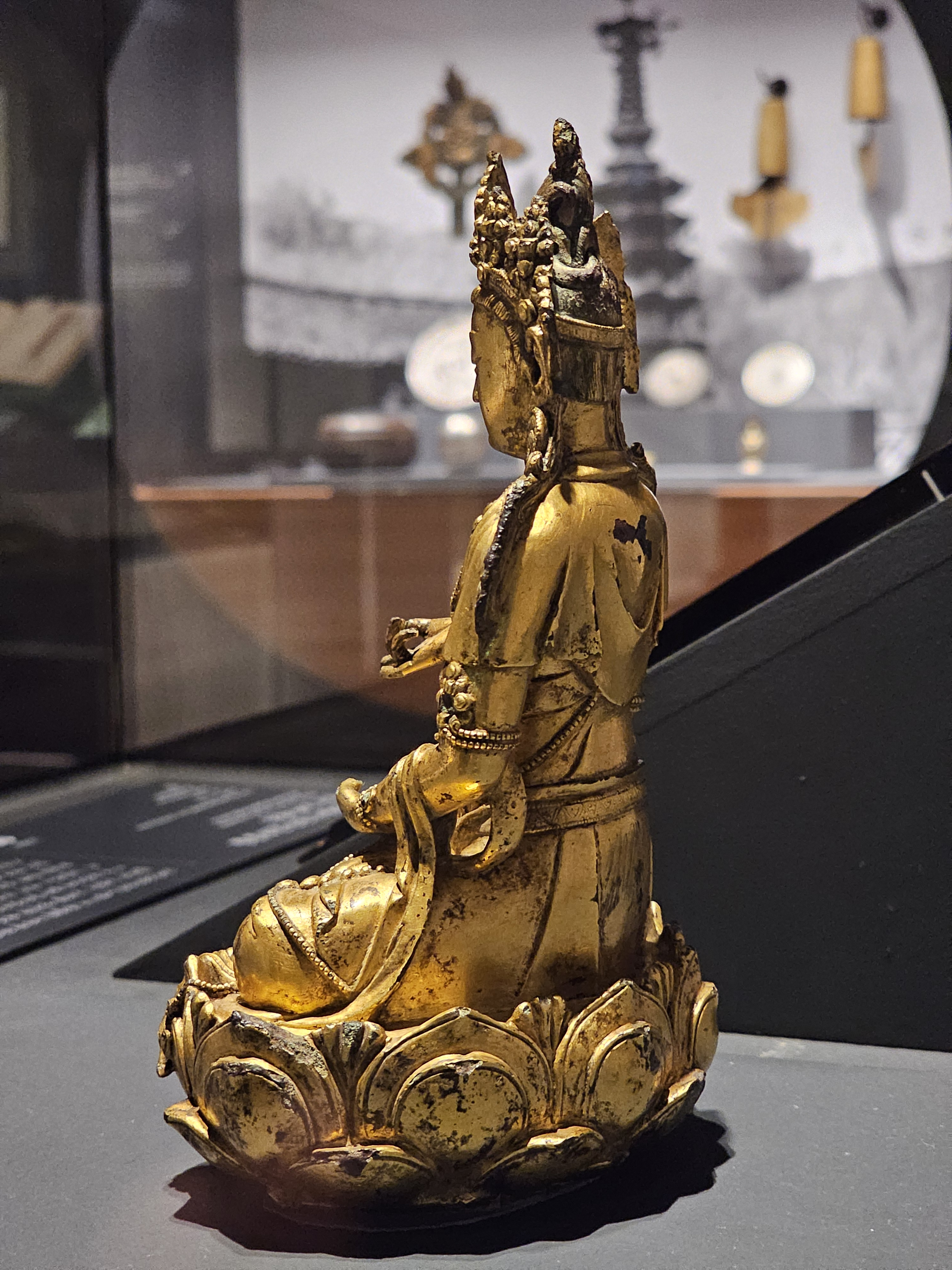
금동관음보살좌상 배면

이 금동보살좌상은 금강산(강원도 회양군 장연리)에서 출토한 것으로 전해지고 있으며 군데군데 도금이 벗겨지고 여기저기 푸른 녹이 슬은 부분이 있으나 전체적으로 보존상태가 양호한 편이다. 관음보살좌상에서 보이는 섬세하고 정교한 표현기법, 전신을 뒤덮은 화려한 장신구, 높고 화려한 보란, 커다란 원반형의 귀걸이, 오밀조밀한 이목구비, 잘록한 허리 등은 중국 원대에 황실을 중심으로 성행했던 티베트 불교 미술의 요소가 많은 곳에서 드러나고 있는데, 이와 같은 불교 조각의 영향이 여말선초 조각에 영향을 주었을 것으로 생각되므로 한국 조각사에서 차지하는 중요성이 크다고 생각된다. 따라서 원과 고려, 조선 불교 조각의 상호 관련성을 살펴볼 수 있는 중요한 학술적 가치를 가진 문화재로 여겨진다.

## 같이 보기
- 회양군

## 참고 자료
- 전 회양 장연리 금동관음보살좌상 - 국가유산청 국가유산포털